# Suldal
Suldal er en kommune i den nordøstlige del af Rogaland fylke i Norge. Kommunen grænser i nord til Sauda og Odda, i øst til Vinje og Bykle, i syd til Hjelmeland, og i vest til Vindafjord. Over fjorden ligger Finnøy og Tysvær kommuner.
Kommunen har 3.984 indbyggere, hvoraf 1.174 af dem er fordelt i en række småbyer. Den er med sine 1.740 km² den største i Rogaland, og landskapet strækker sig fra kyst- og fjordlandskab til dalstrøg, skove og uberørte fjeldområder.
Suldal er en af de store kraftproducerende kommuner i Norge. Opbygningen begyndte i 1960'erne da Suldalsvatnets nedbørsområdet blev genstand for omfattande regulering. Først kom Røldal-Suldal og senere Ulla-Førre. Omtrent 8% af den samlede kraftproduktion i Norge foregår i kommunen, og de store dæmningsanlæg og Blåsjø er et besøg værd. Reguleringen har ført til store indgreb i naturen, men også store indtægter for kommunen, som nu får en stor del af sine indtægter fra kraftproduktion.
Kommunesenteret Sand er et trafikknudepunkt, handels- og skolecenter. Der kan man blandt andet finde specialbutikker, lægekontor, apotek og tandlæge. Suldal er også værtskommune for Topp Volley Norge og har som til formål at uddanne top-volleyballspillere. Suldal har opfostret mange volleyballtalenter gennem årene.
59°29′15″N 6°15′02″Ø / 59.48750°N 6.25056°Ø